# 웅변가
웅변(雄辯)는 연설의 일종으로 '영향력을 주고 받는다'는 의도를 가진 행위이다.
웅변가는 고대로부터 존재하여 왔으며 현대에 이르러 다양한 형태로 세분화되기도 한다. 예를 들면  사상을 가진 자가 자기의 주장을 펼친다면 이런 사람을 웅변가라고 할 수 있다. 그러나 현대에는 웅변이 좀더 다양하게  형태를 띠는데 연설문을 작성하는 자와  이를 대중에게 낭목하는자 그리고 그 연설문의 주장자가 각각 개별자이면서 복잡하게 동질성을 갖고 조합되는 경우가 그것이다.

## 같이 보기
- 데모스테네스
- 폴뤼스